# Тетрагерманат калия
Тетрагерманат калия — неорганическое соединение,
соль щелочного металла калия и германиевой кислоты
с формулой K2Ge4O9,
бесцветные кристаллы,
растворимые в воде.

## Получение
- Сплавление стехиометрических количеств оксида германия и едкого кали:

{\displaystyle {\mathsf {4GeO_{2}+2KOH\ {\xrightarrow {550^{o}C}}\ K_{2}Ge_{4}O_{9}+H_{2}O}}}

## Физические свойства
Тетрагерманат калия образует бесцветные кристаллы
тригональной сингонии,
пространственная группа P 3c1,
параметры ячейки a = 1,18461 нм, c = 0,98009 нм.
Растворим в воде.